# أولاد محمد (شعيبات)
أولاد محمد هي إحدى مشيخات المملكة المغربية، تتبع جغرافيا لإقليم الجديدة وإداريًا لشعيبات. يقدر عدد سكانها بـ 6751 نسمة حسب الإحصاء الرسمي للسكان والسكنى لسنة 2004.